# Candidatura de Rusia para la Copa Mundial de Fútbol 2018

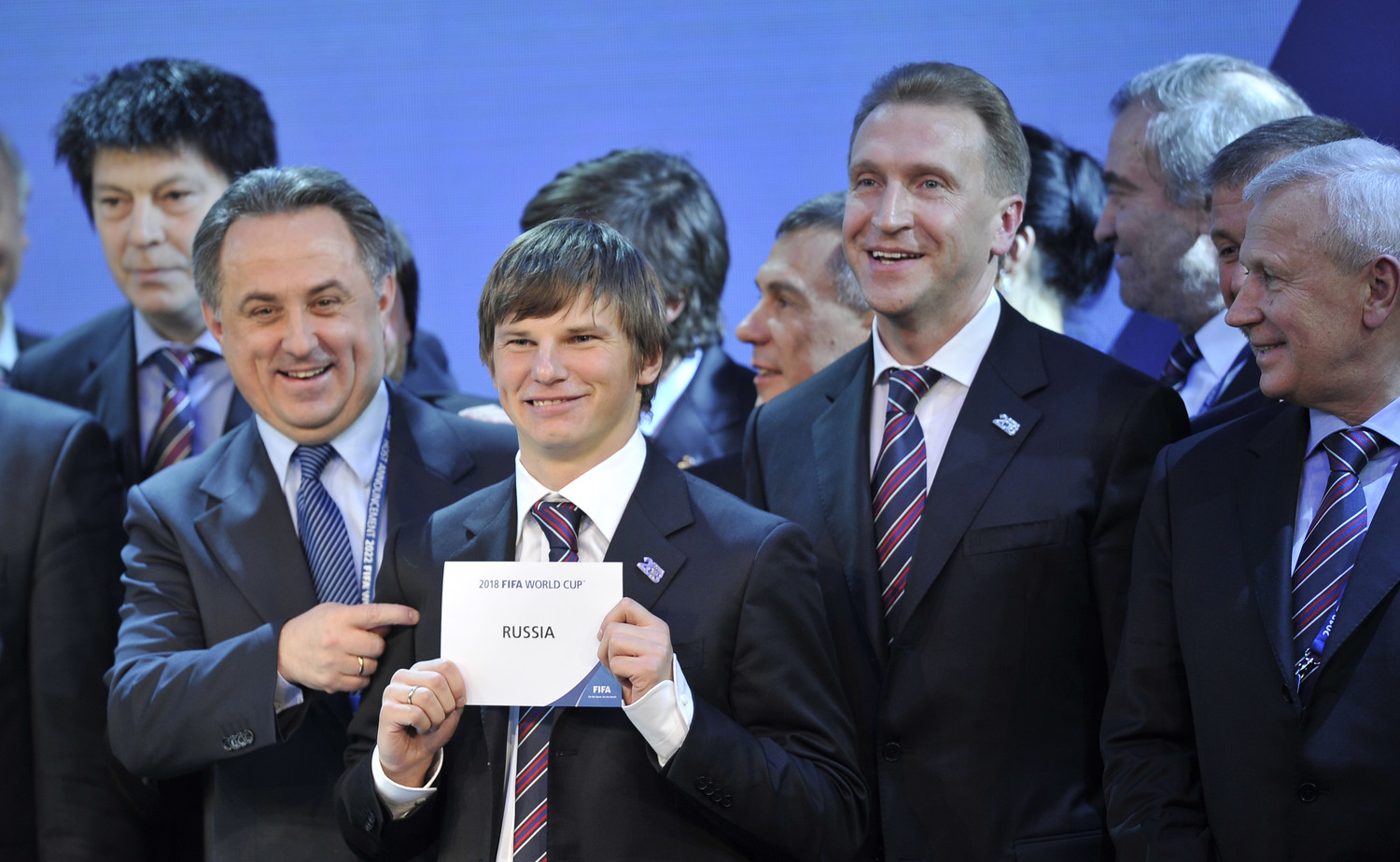
Los integrantes del comité organizador y Andréi Arshavin celebran la designación rusa como sede mundialista.

La Unión del Fútbol de Rusia (UFR) se postuló a la candidatura para albergar la sede para la Copa Mundial de Fútbol de 2018, decisión que anunció oficialmente en enero de 2009. El presidente del gobierno ruso Vladímir Putin fue el primer interesado en la candidatura, ordenando al ministro de Deportes, Vitali Mutkó, "preparar la candidatura para organizar el Mundial 2018".  Desde la primera intención se estimó que Rusia estaría lista a invertir 10 billones de dólares en el certamen.
El comité de la candidatura incluyó al presidente de la UFR Alekséi Sorokin y a Aleksandr Djordjadze como director de la misma y jefe de planeación y operaciones. En octubre de 2010, Rusia oficialmente se enfocó en buscar el Mundial 2018, dejando atrás su aspiración por el Mundial 2022.
Finalmente, el 2 de diciembre de 2010, Rusia fue escogida como sede de la Copa Mundial de Fútbol de 2018.

## Calendario programado
| Fecha del evento        | Referencias y notas                                           |
| ----------------------- | ------------------------------------------------------------- |
| 15 de enero de 2009     | Aplicación entregada                                          |
| 2 de febrero de 2009    | Fecha límite para aplicar a la candidatura                    |
| 16 de marzo de 2009     | Fecha límite para completar las formas para la candidaturas   |
| 14 de mayo de 2010      | Fecha límite para enviar todos los detalles de la candidatura |
| 16–18 de agosto de 2010 | Inspección de visitantes del Comité a Rusia                   |
| 2 de diciembre de 2010  | La FIFA anuncia la sede para 2018 y 2022                      |

## Ciudades anfitrionas
Un total de 16 estadios de 14 ciudades diferentes fueron presentados por Rusia para la candidatura mundialista. De ellas, la única que no está en la parte europea de Rusia es Ekaterimburgo, en el Distrito Federal de los Urales.
| Imagen | Estadio                               | Aforo  | Ciudad          | Equipos                 | Notas |
| ------ | ------------------------------------- | ------ | --------------- | ----------------------- | --- |
|        | Estadio Olímpico Luzhnikí             | 78.360 | Moscú           | Spartak de Moscú        | Sede de la final de la Liga de Campeones de la UEFA 2007-08 Sede de la final de la Copa de la UEFA 1998-99 Sede de la Copa Mundial de Fútbol Juvenil de 1985 Estadio Olímpico en los Juegos Olímpicos de 1980. |
|        | Gazprom Arena                         | 69.501 | San Petersburgo | Zenit San Petersburgo   | Apertura en 2011. |
|        | Estadio de la Copa Mundial de la FIFA | 50.015 | Krasnodar       |                         | Por construirse |
|        | Estadio Olímpico de Sochi             | 47.659 | Sochi           |                         | Sede de los Juegos Olímpicos de 2014. |
|        | Nuevo Estadio del Spartak de Moscú    | 46.990 | Moscú           | Spartak de Moscú        | Apertura en 2012. |
|        | Estadio Rubín                         | 45.015 | Kazán           | Rubín Kazán             | Sede de la Universiada de 2013 Apertura en 2012. |
|        | Estadio de Kaliningrado               | 45.015 | Kaliningrado    | FC Baltika Kaliningrado | Por construirse |
|        | Estadio de la Copa Mundial de la FIFA | 45.015 | Saransk         |                         | Por construirse |
|        | Estadio de la Copa Mundial de la FIFA | 45.015 | Volgogrado      |                         | Por construirse |
|        | Estadio Dinamo                        | 44.918 | Moscú           | Dinamo Moscú            | Ampliación prevista de 36.000 a 44.918 espectadores. |
|        | Estadio de la Copa Mundial de la FIFA | 44.918 | Samara          |                         | Por construirse |
|        | Estadio de la Copa Mundial de la FIFA | 44.899 | Nizhni Nóvgorod |                         | Por construirse |
|        | Estadio Regional de Moscú             | 44.257 | Podolsk         |                         | Por construirse |
|        | Estadio de la Copa Mundial de la FIFA | 44.130 | Ekaterimburgo   |                         | Por construirse |
|        | Estadio de la Copa Mundial de la FIFA | 44.042 | Yaroslavl       |                         | Por construirse |
|        | Estadio de la Copa Mundial de la FIFA | 43.702 | Rostov del Don  |                         | Por construirse |